# ميغيل روخاس
ميغيل روجاس (بالإسبانية: Miguel Rojas)‏ (5 مارس 1977 في كولومبيا - ) هو لاعب كرة قدم كولومبي في مركز الدفاع. شارك مع منتخب كولومبيا لكرة القدم. أما مع النوادي، فقد لعب مع أتليتيكو هويلا وأونس كالداس ونادي ميلوناريوس وBoyacá Chicó F.C. ‏ وأليانزا بتروليرا.

## مسيرته الكروية
لعب ميغيل روجاس خلال مسيرته الاحترافية مع 4 أندية في أربعة عشر موسمًا وسجل خلالها 5 أهداف ضمن 272 مباراة. ولم يفز بأي موسم بالكأس أو بالدوري.
خاض ميغيل روجاس مسيرته مع نادي أتليتيكو هويلا في موسم 1999 ليلعب معه خمسة مواسم، مشاركًا في 142 مباراة سجل خلالها 3 أهداف. ثم انتقل إلى نادي أونس كالداس في موسم 2004 في المرة الأولى واستمر معه طيلة ثلاثة مواسم ثم في عامي 2007-2009 ولمدة موسمين، حيث شارك طوالها في 77 مباراة سجل خلالها هدفين. لينتقل بعدها إلى Boyacá Chicó F.C. ‏ في عامي 2006-2008 ولمدة موسمين، مشاركًا في 41 مباراة ولم يسجل أي هدف. ثم انتقل إلى نادي ميلوناريوس في عامي 2008-2010 ولمدة موسمين، مشاركًا في 12 مباراة ولم يسجل أي هدف أيضًا.

## وصلات خارجية
- ميغيل روجاس على موقع قاعدة بيانات كرة القدم.إي يو (الإنجليزية)
- ميغيل روجاس على موقع ناشيونال فوتبول تيمز (الإنجليزية)